# Indipendèntzia Repùbrica de Sardigna
Indipendentzia Repubrica de Sardigna (Independència República de Sardenya en sard), també conegut com a iRS, és un partit polític que reclama pacíficament la independència de l'illa de Sardenya, actualment regió autònoma de l'estat italià. El seu líder és Gavino Sale.
Es va fundar el 2002 pels principals promotors del projecte en línia anomenat "Su Cuncordu", punt de trobada virtual dels sards.
El moviment sosté la necessitat d'instituir una República nacional sarda posant l'accent en la diferència de la nació sarda de la italiana i considerant el territori de l'illa com un territori que ha de ser governat per institucions sobiranes sardes.
Es presentà per primer cop a les eleccions regionals de Sardenya de 2004, el candidat Gavino Sale va treure 18.638 vots (1,9%) mentre que el partit va obtenir 5.672 vots (0,5%) i cap escó. El 2006 va fer campanya "Pro sa Natzionale Sarda" durant la Copa del Món de Futbol de 2006. A les eleccions legislatives italianes de 2006 va obtenir 11.648 vots. A les eleccions regionals de Sardenya de 2009, el canditat Gavino Sale va treure 29.640 vots (3,1%) mentre que el partit va obtenir 16.868 vots (2,1%) i cap escó. Els seus millors resultats els va obtenir a la província d'Oristany (4,2%) i a la província de Sàsser (3,3%).